# Hernán Hechalar
Hernán Ignacio Hechalar (Córdoba, 12 agosto 1988) è un ex calciatore argentino, di ruolo attaccante.

## Caratteristiche tecniche
È un centravanti, ma viene impiegato anche come centrocampista offensivo o come esterno destro. È dotato di una buona tecnica individuale e di una buona visione di gioco.

## Carriera
È cresciuto nelle giovanili del Belgrano.